# بهنام سامانی
بهنام ولیخانی سامانی (زاده ۱۰ خرداد ۱۳۴۶) نوازنده تنبک، دف، دایره، کوزه و دیگر سازهای کوبه‌ای و از اعضای کنونی گروه دستان است. بهنام سامانی، اکنون مقیم شهر کلن آلمان است.

## فعالیت‌ها
بهنام سامانی از سیزده سالگی نزد جمشید محبی به فراگیری تمبک مشغول بود. او در سال ۱۳۶۶ در اروپا با چند تن از استادان موسیقی اصیل ایرانی همچون فرامرز پایور، هوشنگ ظریف و رحمت‌الله بدیعی کنسرت‌هایی برگزار کرد. 
بهنام سامانی با عضویت در گروه دستان از سال ۱۹۹۹ میلادی در کنسرت‌های این گروه در ایران و دیگر کشورها و جشنواره‌های معتبر جهانی شرکت کرده است. تشکیل  گروه ضربانگ  و ارائه چندین کنسرت و آلبوم با این گروه و همچنین تشکیل گروه سامانی از دیگر کارهای او هستند.
بهنام سامانی در چندین جشنواره معتبر بین‌المللی از جمله جشنواره موسیقی ۲۰۰۱ در سائوپائولو، جشنواره موسیقی ایرانی ۲۰۰۱ در مونیخ، جشنواره موسیقی ایرانی ۲۰۰۰ در سوئد و ایتالیا، جشنواره ریتم استیک ۱۹۹۶ و ۲۰۰۰ در لندن و جشنواره ریتم ۱۹۷۷ در زوریخ اجرا داشته‌است. او همچنین برای ایستگاه‌های رادیویی SWF و WDR اجرا و ضبط‌های بی‌شمار و حضور تلویزیونی متعدد داشته‌است.
همچنین آموزش موسیقی در شهرهای مختلف اروپا، همنوازی با موسیقیدانان ایرانی و غیر ایرانی، اجرا به همراه گروه کاروان، طراحی ساز اودو-ضربانگ، نگارش کتاب آموزشی برای دف و اودو- ضربانگ، نوازندگی در آلبوم‌های بی‌شماری از موسیقی‌دانان برجسته ایران نیز در کارنامه وی دیده می‌شوند. بهنام سامانی ساز اودو-ضربانگ را با همکاری شرکت آلمانی شلاک ورگ ساخت. او با اضافه کردن یک قطعه پوست به کوزه و ایجاد یک سوراخ دیگر در بدنه ساز، آن را طراحی کرد. او در کنسرت گروه دستان با پریسا نیز از این ساز استفاده کرد.

## آثار
- ضربانگ ۱ با مرتضی اعیان و سیاوش یزدانی
- ضربانگ ۲ (رِنگینه)
- ضربانگ ۳ (نغمه خوابگرد)
- ضربانگ ۴ (بانگ مهر)
- ضربانگ ۵ (رقص دریا)
- سامانی ۱ با کوشیک سن از هندوستان
- سامانی ۲ با مرشد مهرگان
- دونوازی دف با رضا سامانی
- ضرب تار با حمید متبسم
- پانتئون(موسیقی تلفیقی)
- موسیقی خراسان با محمدحسین یگانه
- و نوازندگی در تمام آثار گروه دستان از سال ۲۰۰۰ میلادی.[۲]